# Port lotniczy Clarence A. Bain
Port lotniczy Clarence A. Bain (IATA: MAY, ICAO: MYAB) – port lotniczy położony w Mangrove Cay, na wyspie Andros, na Bahamach.